# 기타가와 슈토
기타가와 슈토(일본어: 北川 柊斗, 1995년 6월 1일~)는 일본의 축구 선수이다.

## 구단 경력
그는 2018년 J2리그의 몬테디오 야마가타에 입단했다. 2019년 8월 J3리그의 기라반츠 기타큐슈로 임대 이적했다. 2020년 몬테디오 야마가타로 복귀했다. 2021년 더스파구사쓰 군마로 이적했다. 2024년까지 98경기에 출전하여, 11득점을 넣었다. 2025년 일본 풋볼 리그의 레일락 시가 FC로 이적했다.